# 花藤蓮
花藤 蓮（かとう れん、6月10日 - ）は、日本の女性声優。東京都出身。ぷろだくしょんバオバブ所属。

## 人物
以前はE-sprinGに所属していた。
方言は江戸弁。特技は作詞作曲（DTM）、打楽器の演奏。趣味は歌、ラップ、3DCG、ソーイング、VOCALOID、ダーツ。
資格は映像音響処理技術者認定資格、普通自動車免許、ワード3級。

## 出演

### テレビアニメ
2010年
- 忍者玉丸 東海道五十三次（かんざし忍者桃）

2012年
- エリアの騎士（女子マネージャーC）
- クレヨンしんちゃん（2012年 - 2020年、主婦B、ネコ、サリー、山田さん、光子、コバルさん 他）
- LUPIN the Third -峰不二子という女-（蛇女）

2013年
- ドラえもん（テレビ朝日版第2期）（2013年 - 2024年、男子A、生徒B、主婦、コーラスガールC、男の子A、クロ 他）
- 忍者ハットリくん（女性）

2014年
- カリメロ（ジャンプ、スージー、ロミー、クレマン 他）

2015年
- 俺物語!!（剛田猛男〈幼少期〉）
- 新あたしンち（2015年 - 2016年、店主〈若い頃〉、ナスオの母）
- ちびまる子ちゃん（2015年 - 2017年、おばあさんB、老婆A、佐々木家の嫁、男の子、老婦人）

2016年
- 銀魂゜（侍の子B）
- 双星の陰陽師（余部克典）

2017年
- EVIL OR LIVE（2017年 - 2018年、陳小北〈ホク〉）

2018年
- ルパン三世 PART5（クロ）
- 夢王国と眠れる100人の王子様（街の人D）

2020年
- ソードアート・オンライン アリシゼーション War of Underworld（ヴァサゴの母）

2021年
- 出会って5秒でバトル（熊切〈少年時代〉）

2023年
- ふしぎ駄菓子屋 銭天堂（勇馬）

### 劇場アニメ
- モンスターストライク THE MOVIE はじまりの場所へ（2016年）
- 劇場版 黒執事 Book of the Atlantic（2017年、マーガレットの母）
- クレヨンしんちゃん 爆盛!カンフーボーイズ〜拉麺大乱〜（2018年、リーゼント園児）
- クレヨンしんちゃん 激突! ラクガキングダムとほぼ四人の勇者（2020年、SNSの子）
- クレヨンしんちゃん 謎メキ!花の天カス学園（2021年、スリッパ不良）
- 映画ドラえもん のび太の宇宙小戦争 2021（2022年、クロ）

### OVA
- .hack//Quantum（2011年、看護師）
- 銀魂゜（2016年、百華B） - コミックス第65巻アニメDVD同梱版

### Webアニメ
- アニメで分かる心療内科（2015年、よしお）
- クレヨンしんちゃん外伝 家族連れ狼（2017年、子供B）
- 範馬刃牙（2021年、同級生C）

### ゲーム
- タワー オブ アイオン（2009年、ジュノス、ポーラ）
- Tartaros-タルタロス-（2010年、アルニカ修道院長エルレナ）
- 電撃のピロト〜天空の絆〜（2010年、ジール、ロージー）
- ファイナルファンタジーVII リメイク（2020年）
- ソルクレスタ（2022年、ドリール・マルタン[3]） - DLCキャラクター

### 吹き替え

#### 映画
- インデペンデンス・デイ: リサージェンス（母親）
- エイリアン バスターズ（フランクリンのママ）
- オデッセイ（リポーター女5）
- オフロでGO!!!!! タイムマシンはジェット式
- スター・ウォーズ/フォースの覚醒
- スリーデイズ（コレロ刑事〈アイシャ・ハインズ〉）
- マーベル・シネマティック・ユニバース
  - ガーディアンズ・オブ・ギャラクシー（バーの女将）
  - キャプテン・マーベル（マリア・ランボー〈ラシャーナ・リンチ〉[4]）
  - ドクター・ストレンジ/マルチバース・オブ・マッドネス（マリア・ランボー/キャプテン・マーベル〈ラシャーナ・リンチ〉）
  - マーベルズ（マリア・ランボー〈ラシャーナ・リンチ〉）
- ミス・メドウズ 〜悪魔なのか? 天使なのか?〜（メドウズの母〈ジーン・スマート〉）

#### ドラマ
- ウェントワース女子刑務所（カズ〈タミー・マッキントッシュ〉）
- エバーウッド 遥かなるコロラド シーズン3（レイシー）
- KAOS/カオス（カサンドラ〈ビリー・パイパー〉）
- グッドラック・チャーリー（ベイツ先生）
- グッド・ワイフ
  - シーズン2（メリッサ）
  - シーズン3（イマニ・ストーンハウス、ジェイク）
- クリミナル・マインド FBI行動分析課
  - シーズン4（少年）
  - シーズン5（ジーナ、ノラ、ローラ）
  - シーズン7（10代のヘザー）
- クリミナルマインド 特命捜査班レッドセル（少年）
- ゴースト 〜天国からのささやき シーズン5（エイドリアン）
- スクリーム（オードリー・ジェンセン〈ベックス・テイラー＝クラウス〉）
- スター・ウォーズシリーズ
  - マンダロリアン（フェネック・シャンド〈ミンナ・ウェン〉）
  - ボバ・フェット/The Book of Boba Fett（フェネック・シャンド〈ミンナ・ウェン〉）
- デクスター 警察官は殺人鬼
  - シーズン4（フランシス）
  - シーズン6（女性記者）
- デスパレートな妻たち
  - シーズン5（ヘレン）
  - シーズン7（看護師）
- プリーチャー（チューリップ・オヘア〈ルース・ネッガ〉）
- ペク・ドンス（少年期のヤン・チョリプ〈シン・ドンウ〉）

#### アニメ
- スター・ウォーズ: バッド・バッチ（フェネック・シャンド）
- パワーパフガールズ（バリー、筋肉女 他）
- ヒックとドラゴンシリーズ（バイキング女 他）
- ミッチェル家とマシンの反乱（ケイティ・ミッチェル[5]）
- モンスター・ホテル

### ナレーション
- スパイスTV どーも☆キニナル!（芸能ニュース・女性パート）
- FOODIES TV 杉本彩の本命レシピ（メインナレーター）

### ボイスオーバー
- アメリカお宝鑑定団ポーンスターズ
- お母さん交換 家族計画Wife Swap（海賊一家トリ・バウアー）
- ネクスト・イン・ファッション（英語版）（アレクサ・チャン）[6]
- ボーンヤード
- マーサ・スチュワートショー（チャーリーグリーン、ジョーンリバース）

### その他
- ドラえもん＆SF短編 宇宙（そら）からのオトシダマ（クロ）[7]